# 4138 Kalchas
4138 Kalchas је Јупитеров тројански астероид са средњом удаљеношћу од Сунца која износи 5,154 астрономских јединица (АЈ).
Апсолутна магнитуда астероида је 9,8.